# Aloe schmidtiana
Aloe schmidtiana é uma espécie de liliopsida do gênero Aloe, pertencente à família Asphodelaceae.